# Falu Fredskör
Falu Fredskör är en blandad kör och består av omkring 40 medlemmar från Falun och Borlänge. Utifrån ett gemensamt sångintresse och en vilja till solidaritet med förtryckta folk bildades kören 1984. Lars Englund är körledare sedan starten. Sånger från olika länder är en stor del av körens repertoar tillsammans med egna arrangemang av svensk folkmusik. 
Kören är känd för sina sånger från den sydafrikanska motståndsrörelsens mot apartheid. År 1997 reste kören på en turné i Sydafrika och även efter landets demokratisering har kontakterna med Sydafrika varit viktiga. När Nelson Mandela var på officiellt besök i Sverige inbjöds kören att sjunga för honom på utrikesdepartementet. Kören har även gästats av en sångkör från Pretoria i Sydafrika.
Kören har samarbetat med bland annat sångerskan Eva Rune, Skeppsholmens Fredskör och kören Extra Salt och har även sjungit nykomponerad musik till texter av Göran Greider med tema solidaritet.
Under de senaste åren har Falu Fredskör arbetat för situationen för folket i Palestina genom att framföra arabiska sånger och skapa kontakter. År 2011 genomförde kören en resa till Palestina som resulterade i ett värdefullt kulturellt och musikaliskt utbyte.

## Diskografi
- 2003 - Ngawethu - Sånger om kärlek, liv och solidaritet (Oak Grove CD 2012)
- 2014 - Olivträdens bittra sång